# Соловьёва, Инна Натановна
И́нна Ната́новна Соловьёва (настоящая фамилия Базиле́вская; 16 ноября 1927, Москва — 29 мая 2024, там же) — советский и российский литературный и театральный критик, театровед, киновед и педагог. Доктор искусствоведения, профессор. Заслуженный деятель искусств Российской Федерации (1993). Лауреат Государственной премии Российской Федерации (2003). Лауреат премии Союза кинематографистов СССР (1969). Член Союза писателей СССР (1960).

## Биография
Родилась 16 ноября 1927 года в Москве в семье драматурга Натана Базилевского-Блюмкина (1897—1965).
В 1949 году окончила театроведческий факультет (курс П. А. Маркова), а затем аспирантуру ГИТИСа им. А. В. Луначарского. В 1952 году защитила диссертацию на соискание учёной степени кандидата искусствоведения по теме «Московский Художественный театр в период подготовки революции 1905 года». С 1954 года публиковалась в газете «Советская культура», а также в журналах «Театр» и «Новый мир». 
В 1966 году подписала письмо литераторов Москвы в защиту Юлия Даниэля и Андрея Синявского.
С 1967 года входила в комиссию по изучению и изданию наследия К. С. Станиславского и Вл. И. Немировича-Данченко.
В 1974 году в Институте истории искусств защитила диссертацию на соискание учёной степени доктора искусствоведения по теме «Режиссёрские экземпляры К. С. Станиславского: (Опыты прочтения)».
С 1982 по 2001 год вела мастерскую театральной критики в Российской академии театрального искусства; среди её учеников — критики Марина Давыдова, Ольга Егошина, Ольга Федянина, Глеб Ситковский, Дина Годер, журналист Аркадий Островский.
С 2001 года преподавала историю русского театра в Школе-студии МХАТ, где также заведовала Научным сектором.
В 2003 году за подготовку к изданию 9-томного Собрания сочинений К. С. Станиславского вместе с О. Н. Ефремовым, А. М. Смелянским и И. Виноградской удостоена Государственной премии РФ «за многолетнее научное исследование и публикацию творческого наследия основателей Московского Художественного театра».
Скончалась 29 мая 2024 года на 97-м году жизни в Москве. Прощание прошло 3 июня в МХТ, урна с прахом захоронена в колумбарии Нового Донского кладбища.

## Награды и звания
- Заслуженный деятель искусств Российской Федерации (23 ноября 1993) — за заслуги в области искусства[6]
- Орден Дружбы (23 октября 1998) — за многолетнюю плодотворную деятельность в области театрального искусства и в связи со 100-летием Московского Художественного академического театра[7]
- Орден Почёта (22 февраля 2003) — за многолетнюю плодотворную деятельность в области культуры и искусства[8]
- Государственная премия Российской Федерации в области просветительской деятельности 2003 года (12 июня 2004) — за многолетнее научное исследование и публикацию творческого наследия основателей Московского Художественного театра[9]
- Орден «За заслуги перед Отечеством» IV степени (4 июня 2008) — за большой вклад в развитие отечественного и мирового театрального искусства и многолетнюю плодотворную научно-педагогическую деятельность[10]
- Премия «Золотая маска» в номинации «За честь и достоинство» (2009).
- Орден Александра Невского (29 июня 2018) — за большой вклад в развитие отечественной культуры и искусства, средств массовой информации, многолетнюю плодотворную деятельность[11]

## Научные труды
- Соловьёва И. Н. Московский Художественный театр в период подготовки революции 1905 года: Автореферат дис. на соискание ученой степени кандидата искусствоведения / Гос. ин-т театр. искусства им. А. В. Луначарского. Кафедра истории русского и советского театра. — Москва: [б. и.], 1952. — 20 с.
- Соловьёва И. Н. Кино Италии. (1945—1960): Очерки. — М.: Искусство, 1961. — 179 с.
- Соловьёва И. Н. Спектакль идёт сегодня: [Сборник статей]. — М.: Искусство, 1966. — 184 с.
- Соловьёва И. Н., Шитова В. В. Жан Габен. М., 1967 (Мастера зарубежного киноискусства).
- Жак Беккер: Высказывания, фильмы / Сост. и вступ. ст. И. Н. Соловьёвой. — М.: Искусство, 1969. — 208, [24] с. — (Мастера зарубежного киноискусства). — 50 000 экз.
- Соловьёва И. Н. Немирович-Данченко. — М.: Искусство, 1979. — 408 с.
- Соловьёва И. Н., Шитова В. В. К. С. Станиславский. — М.: Искусство, 1985. — 168 с.
- Соловьёва И. Н., Шитова В. В. Четырнадцать сеансов. — М.: Искусство, 1981. — 222 с.
- Соловьёва И. Н. Ветви и корни. — М.: Московский Художественный театр, 1998. — 159 с.
- Московский художественный театр. 100 лет. М., 1998 (ред. совм. с А. М. Смелянским и О. В. Егошиной)
- Художественный театр: Жизнь и приключения идеи / Ред. А. М. Смелянский. — М.: Московский Художественный театр, 2007. — 671 с.
- Соловьёва И. Н. Первая студия. Второй МХАТ: из практики театральных идей XX века. — М.: Новое литературное обозрение, 2016. — 667, [1] с.
- Соловьёва И. Н., Шитова В. В. А. С. Суворин: портрет на фоне газеты. — М.: Гос. центральный театральный музей имени А. А. Бахрушина: NAVONA, 2017. — 125, [2] с.